# Бутенківська сільська рада
Бутенківська сільська рада — колишній орган місцевого самоврядування у Кобеляцькому районі Полтавської області з центром у c. Бутенки.

## Населені пункти
Сільраді були підпорядковані населені пункти:
- c. Бутенки
- с. Бережнівка
- с. Богданівка
- с. Вишневе
- с. Вітрова Балка
- с. Зелене
- с. Колодяжне
- с. Славнівка
- с. Чумаки
- с. Шапки